# Renato Luosi
Renato Raffaele Luosi (Fontanella, 13 maggio 1932 – Verona, 7 dicembre 2014) è stato un calciatore italiano, di ruolo centrocampista o attaccante.

## Carriera
Iniziò a giocare in Seconda Divisione bergamasca nella squadra del suo paese, l'Unione Sportiva Fontanella (società nata nel 1949), perché lo zio gestiva il "Caffè Luosi" che era la sede del club nel centro del paese. 

Renato Raffaele Luosi con la maglia del Palermo

Fontanella era un paesino della bassa bergamasca quasi al confine con la provincia di Cremona, ma il suo nome fu segnalato alla Soresinese che mandò un osservatore a visionarlo. Prima dell'inizio della stagione 1950-1951 una vettura con la scritta "Latteria di Soresina", la ditta del presidente della Soresinese, lo venne a prelevare a casa e iniziò così la sua carriera calcistica passando direttamente dalla Seconda Divisione alla Promozione.
Ha esordito in Serie A con la maglia del Como il 14 settembre 1952 in Como-Inter (0-1).
Ha giocato in massima serie anche con le maglie del Palermo e del Padova.
Ha concluso la carriera calcistica giocando due stagioni in Serie D nelle file dell'Audace SME.
Successivamente ha allenato squadre dilettantistiche della provincia di Verona, città nella quale si era stabilito.